# Gornji Dolič
Gornji Dolič je naselje v Občini Mislinja. V Gornjem Doliču je župnija sv. Šentflorjan. Ime vasi Dolič sega vrsto let nazaj. Sprva se je imenoval Dolnič, ker je dolina in je večina kmetov in prebivalcev živela na hribih zaradi napadov Turkov. Ker v dolini ni bilo prebivalcev, se je reklo "da dol ni nič", torej Dolnič. Ime se je ohranilo in malo preoblikovalo.